# Nanzhao (Nanyang)
Der Kreis Nanzhao (南召县,  Nánzhào Xiàn) ist ein Kreis in der chinesischen Provinz Henan. Er gehört zum Verwaltungsgebiet der bezirksfreien Stadt Nanyang. Er hat eine Fläche von 2.933 Quadratkilometern und zählt 548.400 Einwohner (Stand: Ende 2018).